# Epidendrum xantholeucum
Epidendrum xantholeucum är en orkidéart som beskrevs av Heinrich Gustav Reichenbach. Epidendrum xantholeucum ingår i släktet Epidendrum och familjen orkidéer. Inga underarter finns listade i Catalogue of Life.